# Nerf radial
Le nerf radial est un nerf sensitif et moteur du bras. C'est le nerf de l'extension et de la supination de l'avant bras.

## Origine
Le nerf radial est la plus grosse branche terminale du plexus brachial. 
C'est la branche terminale postérieure issue du faisceau postérieur du plexus brachial après le départ du nerf axillaire et en arrière du muscle petit pectoral. Ces fibres sont issues de C5, C6, C7, C8 et T1.

## Trajet
Le nerf radial descend dans le creux axillaire, passe dans la loge brachiale postérieure dans le sillon du nerf radial de la face postérieure de l'humérus et se termine dans le sillon bicipital latéral par une branche antérieure, le rameau superficiel du nerf radial, et une branche postérieure, le rameau profond du nerf radial.

### Creux axillaire
À l'avant, le nerf radial est séparé des muscles petit et grand pectoraux par l'artère axillaire.
À l'arrière, ile est en contact avec le muscle subscapulaire, le long chef du muscle triceps brachial, le muscle petit rond, le muscle grand rond et le muscle grand dorsal.
En dedans il est séparé de la cage thoracique par le muscle dentelé antérieur et en dehors il est en contact avec le muscle coracobrachial.
Le nerf radial est le plus postérieur du faisceau vasculo-nerveux axillaire composé :
- de l'artère axillaire,
- du nerf médian,
- du nerf axillaire,
- du nerf du muscle grand dorsal,
- du nerf du muscle grand rond,
- de l'artère subscapulaire,
- de la veine axillaire,
- du nerf ulnaire,
- du nerf cutané médial de l'avant-bras,
- du nerf musculocutané.

Il quitte le creux axillaire en passant entre le long chef du muscle triceps brachial en dedans, l'humérus en dehors et le tendon du muscle grand dorsal en haut.

### Bras
Dans le bras, le nerf radial se dirige obliquement en bas et en dedans dans le sillon du nerf radial, accompagné de l'artère profonde du bras et de ses veines satellites. Il est recouvert en arrière par le muscle triceps brachial.

### Coude
Au-dessus de l'épicondyle latéral de l'humérus, il traverse le septum intermusculaire latéral du bras pour passer dans la loge brachiale antérieure dans le sillon bicipital latéral.

### Terminaison
Dans la gouttière bicipitale latérale à un niveau variable, il se termine en deux branches terminales : le rameau superficiel du nerf radial antérieur et sensitif, et le rameau profond du nerf radial postérieur et moteur.

## Branches collatérales
Le nerf radial donne des branches sensitives :
- au niveau du creux axillaire, le nerf cutané postérieur du bras innervant la face postéro-interne du bras,
- au niveau du bord externe de l'humérus, le nerf cutané postérieur de l’avant-bras innervant la face postérieure de l'avant-bras.
- le nerf cutané latéral et inférieur du bras

Il donne un nerf pour l'articulation du coude.
Il donne des rameaux musculaires :
- le nerf du chef long du muscle triceps brachial,
- le nerf du chef médial du muscle triceps brachial,
- le nerf du chef latéral du muscle triceps brachial,
- le nerf du muscle brachio-radial,
- le nerf du muscle long extenseur radial du carpe,
- le nerf du muscle court extenseur radial du carpe.

## Zone d'innervation

### Innervation motrice
Le nerf radial est le nerf de l'extension et de la supination de l'avant bras.
Il innerve par ses ramifications :
- les trois chefs du muscle triceps brachial (par quatre nerfs),

- le muscle anconé,
- le muscle supinateur,
- le muscle brachio-radial,
- le muscle long extenseur radial du carpe,
- le muscle court extenseur radial du carpe,
- le muscle long abducteur du pouce,
- le muscle long extenseur du pouce,
- le muscle court extenseur du pouce,
- le muscle extenseur de l'index,
- le muscle extenseur du petit doigt,
- le muscle extenseur des doigts,
- le muscle extenseur ulnaire du carpe.

### Innervation sensitive

Zone sensitive du nerf radial en rose.

Les territoires sensitifs dépendant du nerf radial sont
- la face postéro-médiane du bras,
- la partie centrale de face postérieure de l'avant-bras,
- la face postéro-médiane du poignet,
- la moitié externe de la face dorsale de la main,
- la face dorsale du pouce,
- la face dorsale de la phalange proximale de l'index,
- la face dorsale de la phalange proximale du majeur
- la moitié externe de face dorsale de la phalange proximale de l'annulaire.

## Aspect clinique
Une lésion du nerf radial peut être d'origine traumatique ou neuropathique (en) (neuropathies diabétique, alcoolique et carentielle, saturnisme, vascularites nécrosantes, par compression…). 
L'origine traumatique peut être une fracture, en particulier humérale, car l'humérus et le nerf sont proches au niveau du sillon du nerf radial. L'origine neuropathique peut être une compression externe du nerf (paralysie ou syndrome des amoureux de banc public, syndrome de la lune de miel, syndrome du samedi soir par malposition du bras — sur un dossier dur, une marche d'escalier ou du fait d’un bras ballant hors du lit — secondaire à la prise d'alcool, de stupéfiants ou de somnifères).
Les symptômes d'une atteinte du nerf radial dépendent du niveau de la lésion.
Une lésion axillaire entraîne des déficits moteurs de l'ensemble des muscles dépendant du nerf radial. Cela se manifeste par une perte d'extension de l'avant-bras, une faiblesse de la supination et une perte d'extension de la main et des doigts. Au niveau sensitif, il y a une perte de sensation de l'ensemble de la zone innervée par le radial.
Cela se manifeste par une attitude du membre supérieur spécifique :
- l'avant-bras semi-fléchi sur le bras,

- la main en flexion et pronation sur l'avant-bras,
- la main en col de cygne : les doigts légèrement fléchis, le pouce en flexion et adduction et la paume creusée.

Une lésion au niveau du bras laissera sensible la partie postérieure du bras.